# New Castle (Kentucky)
New Castle és una població dels Estats Units a l'estat de Kentucky. Segons el cens del 2000 tenia 919 habitants.

## Demografia
Segons el cens del 2000, New Castle tenia 919 habitants, 382 habitatges, i 239 famílies. La densitat de població era de 806,4 habitants/km².
Dels 382 habitatges en un 29,8% hi vivien nens de menys de 18 anys, en un 41,6% hi vivien parelles casades, en un 17,5% dones solteres, i en un 37,2% no eren unitats familiars. En el 33,2% dels habitatges hi vivien persones soles el 17,3% de les quals corresponia a persones de 65 anys o més que vivien soles. El nombre mitjà de persones vivint en cada habitatge era de 2,25 i el nombre mitjà de persones que vivien en cada família era de 2,86.
Per edats la població es repartia de la següent manera: un 22,7% tenia menys de 18 anys, un 7,9% entre 18 i 24, un 25,2% entre 25 i 44, un 25% de 45 a 60 i un 19% 65 anys o més.
L'edat mediana era de 40 anys. Per cada 100 dones de 18 o més anys hi havia 73,2 homes.
La renda mediana per habitatge era de 24.931 $ i la renda mediana per família de 34.550 $. Els homes tenien una renda mediana de 27.813 $ mentre que les dones 19.615 $. La renda per capita de la població era de 12.626 $. Entorn del 26,8% de les famílies i el 27,3% de la població estaven per davall del llindar de pobresa.

## Poblacions més properes
El següent diagrama mostra les poblacions més properes.